# Selidosema amani
Selidosema amani là một loài bướm đêm trong họ Geometridae.